# 俄羅斯的伊莉莎白·米哈伊羅芙娜女大公
伊莉莎白·米哈伊洛芙娜（1826年5月26日—1845年1月28日），拿騷公爵夫人，俄羅斯米哈伊爾·巴甫洛維奇大公的次女。
1844年，伊莉莎白與拿騷公爵阿道夫結婚。隔年，伊莉莎白在生產過程中去世，年僅18歲。阿道夫之後在威斯巴登興建了聖伊莉莎白教堂以紀念自己的亡妻。